# Bronisław Schlabs
Bronisław Schlabs (ur. 14 sierpnia 1920 w Poznaniu, zm. 5 sierpnia 2009 tamże) – fotograf, malarz. Absolwent Politechniki Poznańskiej. Członek Poznańskiego Towarzystwa Fotograficznego (od 1953), ZPAF (od 1962) i ZPAP (od 1963).

## Życiorys
Bronisław Schlabs fotografował od początku lat 50. XX wieku. Początkowo jego prace utrzymane były w konwencji realizmu socjalistycznego, zbliżając się jednocześnie do piktorializmu i fotografii dokumentalnej. Od 1956 tworzył abstrakcyjne zdjęcia, opierające się na motywach zaczerpniętych z natury. W 1957 zorganizował w Poznaniu przełomową wystawę fotograficzną Krok w nowoczesność. W tym samym roku przystąpił do nieformalnej grupy fotograficznej, którą tworzył wraz z Jerzym Lewczyńskim i Zdzisławem Beksińskim. Również wtedy zaczął tworzyć abstrakcyjne prace, poddając negatywy bezpośredniej ingerencji (np. cięcie, podgrzewanie, przyklejanie do różnych materiałów). 
W 1957 wraz z Lewczyńskim i Beksińskim wystawiał swoje prace w Galerii "Krzywe Koło" w Warszawie. W 1958, jako jedyny Polak, wziął udział w wystawie Subjective Fotografie zorganizowanej przez Otto Steinerta w Essen. W latach 1958–1961 jego prace były wystawiane na szeregu wystaw indywidualnych i zbiorowych (w tym na kończącej wspólną działalność Schlabsa, Lewczyńskiego i Beksińskiego wystawie zorganizowanej przez Otto Steinerta w Deutsche Gesselschaft für Photographie w Kolonii).
W latach 1962–1974 Bronisław Schlabs z powodów osobistych (śmierć żony) zaprzestał pracy artystycznej, do intensywnej twórczości powrócił dopiero w latach 80. Został pochowany na Cmentarzu Junikowo w Poznaniu.
Prace artysty znajdują się w zbiorach Museum of Modern Art w Nowym Jorku, Muzeum Sztuk Pięknych im. Puszkina w Moskwie, Muzeum Narodowym w Pradze, a także w Muzeach Narodowych we Wrocławiu, Warszawie, Łodzi, Poznaniu i Szczecinie.

## Wystawy indywidualne (wybór)
- "Bronisław Schlabs - Fotografia", Salon PTF, Poznań (1953)
- "Fotografia", Warszawa (1955)
- "Fotografia", Sekcja Artystyczna PTF, Poznań (1956)
- "Fotografia", Poznań (1957)
- "Fotografia", Muzeum Okręgowe, Gorzów Wielkopolski (1977)
- "Zapis prywatny", Mała Galeria ZPAF, Toruń (1983)

## Wystawy zbiorowe (wybór)
- "Architektura Wielkopolski", Poznań (1953)
- OKF "Wystawa Krajowa", Warszawa (1955)
- "Amatorska Twórczość fotograficzna", Gliwice (1956)
- MSF, Antwerpia, Belgia (1957)
- "Photographs from The Museum Collection", Museum of Modern Art, Nowy Jork, USA (1958)
- "Fotografia subiektywna", Kolonia, Niemcy (1958)
- "The Sense of Abstraction", Museum of Modern Art, Nowy Jork, USA (1960)
- "Fotografi Della Nova Generazione", Mediolan-Pescara, Włochy (1960)
- "Photogramy", Galeria Stowarzyszenia Architektów Polskich, Poznań (1960)
- "Iris Salon", Antwerpia, Belgia (1963)
- VI Biennale Międzynarodowe "Sport w sztukach pięknych", Madryt, Hiszpania (1977)
- "Laureaci Miasta Poznania", Poznań (1980)
- "Wystawa fotografii", Poznań (1982)